# 塞拉迪法尔科
塞拉迪法尔科（義大利語：Serradifalco），是意大利卡尔塔尼塞塔省的一个市镇。总面积41.59平方公里，人口6428人，人口密度154.6人/平方公里（2009年）。ISTAT代码为085018。